# Metreleptin
Metreleptin (tên thương mại Myalept, Myalepta) là một chất tương tự tổng hợp của hormone leptin được sử dụng để điều trị bệnh tiểu đường và các dạng rối loạn lipid máu khác nhau. Nó đã được phê duyệt ở Nhật Bản đối với các rối loạn chuyển hóa bao gồm loạn dưỡng mỡ và ở Hoa Kỳ như là liệu pháp thay thế để điều trị các biến chứng do thiếu leptin, ngoài chế độ ăn uống, ở bệnh nhân bị loạn dưỡng mỡ tổng quát bẩm sinh hoặc mắc phải. Ở châu Âu dựa trên EMA, nên sử dụng metreleptin ngoài chế độ ăn uống để điều trị chứng loạn dưỡng mỡ, trong đó bệnh nhân bị mất mô mỡ dưới da và tích tụ mỡ ở những nơi khác trong cơ thể như ở gan và cơ bắp. Thuốc được sử dụng ở: người lớn và trẻ em trên 2 tuổi bị loạn dưỡng mỡ toàn thân (hội chứng Berardinelli-Seip và hội chứng Lawrence) và ở người lớn và trẻ em trên 12 tuổi bị loạn dưỡng mỡ một phần (bao gồm hội chứng Barraquer-Simons), khi phương pháp điều trị tiêu chuẩn đã thất bại.
Metreleptin hiện đang được điều tra để điều trị bệnh tiểu đường và/hoặc tăng triglyceride máu, ở những bệnh nhân mắc các dạng loạn dưỡng mỡ hiếm gặp, hội chứng đặc trưng bởi sự bất thường trong phân bố mô mỡ và bất thường chuyển hóa nghiêm trọng. FDA đã phê duyệt tiêm Metreleptin để điều trị các biến chứng do thiếu leptin vào tháng 2 năm 2014.
Trong một nghiên cứu kéo dài ba năm về metreleptin ở bệnh nhân loạn dưỡng mỡ do Viện Tiểu đường và Bệnh tiêu hóa và Thận Quốc gia tại Viện Y tế Quốc gia tổ chức, điều trị bằng metreleptin có liên quan đến việc giảm đường huyết đáng kể (A1c giảm từ 9,4% lúc ban đầu đến 7,0% khi kết thúc nghiên cứu) và nồng độ triglyceride (từ 500 mg/dl tại đường cơ sở đến 200   mg/dl khi kết thúc nghiên cứu).
NHS England sẽ ủy thác điều trị metreleptin cho bệnh nhân (mọi lứa tuổi) bị thiếu hụt leptin bẩm sinh từ ngày 1 tháng 4 năm 2019.